# Lupburg
Lupburg là một đô thị thuộc huyện Neumarkt bang Bayern nước Đức